# Saif al-Adel
Mohamed Salah al-Din al-Halim Zaidan uváděn též jako Saif al-Adel (* 11. dubna 1960 Egypt) je faktický vůdce militantní islamistické organizace al-Káida.
Původně působil jako důstojník egyptské armády a odborník na výbušniny. Bojoval v Sovětské válce v Afghánistánu na straně afghánských Arabů proti SSSR.
V současnosti společně s dalšími vedoucími představiteli al-Káidy pobývá v Íránu.